# Z-14弗里德里希·伊恩号驱逐舰
Z-14“弗里德里希·伊恩”号（德語：Z 14 Friedrich Ihn）是德国国家海军暨战争海军于1930年代中期建造的十六艘1934级驱逐舰之一，得名于在一战中阵亡的S-35号鱼雷艇艇长、德意志帝国海军上尉弗里德里希·伊恩。该舰于1935年5月30日开始在汉堡的布洛姆与福斯船厂铺设龙骨，1936年11月15日下水，至1938年4月6日交付使用。
第二次世界大战爆发之初，Z-14号先是被派往封锁波兰海岸，但不久便被转移到德意志湾，在德国水域布设防御性雷区。1939年末至1940年初，该舰在英国海岸附近布设了多个进攻性雷区，造成18艘商船和1艘敌对驱逐舰沉没。它于挪威战役期间正处于维修状态，至1940年下半年才短暂移驻德占法国。经过在德国的长时间改装，Z-14号于1941年初返回法国，并在接下来的几个月中负责护送回国的军舰、破交舰和补给舰穿越比斯开湾。7月回国后，它在本土度过了这一年余下的时间。1942年初，该舰再度被调往法国，护送主力舰穿越英吉利海峡返回德国（海峡冲刺）。Z-14号随即被转移到挪威，在当地参加了数次针对前往苏联的护航船队的袭击，但均无功而返。之后它回到德国度过了这一年。1943年的大部分时间，该舰都身居挪威北部，但由于燃料短缺，它几乎都处于闲置状态。Z-14号于同年年底奉命回国接受长期改造，继而于1944年中期完工后被派驻挪威南部。该舰一直留在当地直至战争结束，惟在战事的最后几天曾数次前往东普鲁士撤离难民。
战后，幸存的德国军舰被盟军瓜分，Z-14号最终被分配予苏联，并更名为敏捷号（俄语：Прыткий）。人们对其在苏联海军服役的情况知之甚少，它可能在1960年代的某个时候遭到拆解报废。

## 设计
Z-14“弗里德里希·伊恩”号的水线长和全长分别为114米和119米，有11.3米的舷宽以及最大4.23米吃水深度；其设计排水量为2,239吨，满载时则可达3,165吨。该舰由两台瓦格纳齿轮传动蒸汽轮机提供动力，各负责驱动一副直径为3.25米的三叶螺旋桨。过热蒸汽则由六台本森强制循环锅炉供应，这使得它在70,000匹軸馬力（52,000千瓦特）额定功率下的设计航速为36節（67每小時）。Z-14号最多可贮存752吨燃料油，理论上能够以19節（35每小時）的速度的巡航4,400海里（8,100），但实际它在运用过程中重心过高，30%的燃料必须作为压舱物保留在舰内。事实证明，19节航速时的有效行程仅为1,530海里（2,830）。舰只的标准船员编制为10名军官和315名水兵，在担任区舰队旗舰时还可额外增加4名军官和19名水兵。
该舰装备有五门127毫米34式速射炮，架设在带有炮挡的单装炮座上。其中舰艛的前后各有两门采用背负式布置，第五门则安装在后部舰艛的顶端，并从前到后编为1至5号。防空武器由安装在与后部烟囱并排的一对双联装炮座上的四门37毫米30式速射炮和六门单座20毫米30式高射炮组成。此外，该舰还在中心线上的两个四联装动力操纵式底座上安装有八具533毫米鱼雷发射管，每个底座配备一对重新装填装置。四个深水炸弹发射器则安装在艉后部甲板室的侧面，再辅以舰艉两侧的六具单装深水炸弹支架，合共可携带32或64枚炸弹。布雷轨道安装在后甲板，最多可贮存60枚水雷。作为探测潜艇的工具，舰上也搭载有一套称为“群听装置”的被动式水听器。

### 改动
战争期间，该舰的轻型防空武器装备得到了多次增强。1941年4月，经改良的20毫米38式炮取代了原来的30式炮，并额外加装了三门。艉部遮蔽甲板上的两门炮被替换为一个20毫米的四联装底座，这可能是在1942年中期完成。在1944－1945年的改装期间，Z-14号接受了部分“芭芭拉”防空改装计划，其中20毫米炮用双联装取代了原单座炮管，使其总共配备有十八门20毫米炮管。

## 历史
Z-14“弗里德里希·伊恩”号得名于1916年5月31日指挥S-35号鱼雷艇在日德兰海战中阵亡的前德意志帝国海军上尉弗里德里希·伊恩。它于1935年1月9日由德国国家海军所订购，自同年5月30日开始在汉堡的布洛姆与福斯船厂铺设龙骨，建造序列为503。该舰于1936年11月15日下水，至1938年4月6日竣工。随后，它作为第3驱逐支舰队的一份子参加了1938年8月举行的海上阅兵。1939年3月23日至24日，当德国宣布占领梅默尔时，Z-14号成为护送阿道夫·希特勒搭乘装甲舰德国号前往立陶宛的驱逐舰之一。它还参加了在地中海西部举行的春季舰队演练，并于4月和5月多次访问西班牙和摩洛哥港口。
当第二次世界大战于1939年9月爆发时，Z-14号最初被部署在波罗的海对抗波兰海军并执行对波兰的封锁，但不久便被转移到德意志湾，与其姊妹舰一同在那里布设防御雷区。它还在斯卡格拉克海峡巡逻，以查验来往的中立国船舶是否有搭载违禁品。该舰原定于11月初在英国海岸执行布雷行动，但由于另一艘同行的驱逐舰因燃油污染而发生机械问题，该行动被取消。12月12日至13日夜间，德国驱逐舰群出击前往英国海岸附近布设雷区。在海军准将弗里德里希·邦特的指挥下，包括其旗舰Z-19“赫尔曼·金内”号、Z-4号“理夏德·拜岑”号、Z-8“布鲁诺·海涅曼”号、Z-14号和Z-15“埃里希·施泰因布林克”号在内的五艘舰在泰恩河口布下了240枚水雷——即便当地的导航灯还亮着。英国人不知道雷区的存在，就此损失了11艘船，共计18,979总吨。随后，这些驱逐舰还奉命护送受损的轻巡洋舰莱比锡号和纽伦堡号归国，后两者在掩护驱逐舰撤退时被英国潜艇鲑鱼号用鱼雷击伤。然而Z-14号和Z-15号在途中遭遇机械故障，在到达巡洋舰所在方位之前便被迫返回港口。Z-14号及其姊妹舰Z-15号和Z-16“弗里德里希·埃科尔特”号于12月18日晚上再次出击，但英国人已经关闭了奥福德角附近的导航灯，德国人被迫放弃这次行动，因为他们无法精确定位自己，便无法在适当的位置上布设雷区。

### 1940年
1940年1月6日至7日晚，Z-14号、Z-15号和Z-16号在泰晤士河口附近布设了另一片由170枚磁性水雷组成的雷区。英国驱逐舰格伦维尔号和六艘商船（共计21,617总吨）均在这片雷区中沉没，另一艘商船则受损。邦特于1940年1月10夜晚重新率领Z-4号、Z-14号、Z-16号、Z-20“卡尔·加尔斯特”号、Z-21“威廉·海德坎普”号和Z-22“安东·施米特”号，共同出击前往纽卡斯尔水域布雷。期间Z-14号的锅炉发生故障，使其最大航速降至27節（50每小時），不得不由Z-4号护送回德国。最终这个雷区仅造成一艘251吨重的拖网渔船沉没。
在4月入侵挪威的“威悉演习行动”期间，Z-14号正在进行维修，直到5月才离开造船厂，并被编入新成立的第5驱逐区舰队服役。该区舰队于9月初移驻法国的大西洋沿岸，并于9月11日在穿越塞纳湾时遭到英国皇家空军布莱尼姆轰炸机的无果袭击，但Z-14号因近距脱靶而受损。9月28日至29日夜间，此时以布雷斯特为驻地的第5区舰队在法尔茅斯湾布设了一个雷区，致使五艘、共计仅2,026总吨的船舶沉没。10月17日，在驱逐舰首长、海军上校埃里希·拜的指挥下，Z-14号连同另外四艘驱逐舰向西南航道出击，遭到一支由两艘轻巡洋舰和五艘驱逐舰组成的英国部队拦截。英国人在极远的距离开火，面对远程鱼雷群射和德国空军轰炸机的攻击，它们被迫脱离交战，未能击中任何德舰。Z-14号于11月7日回国，并在斯德丁接受改装。
该舰的改装于1941年1月下旬完成，但它被厚厚的冰层困住，直到2月中旬才能到达戈滕哈芬工作。Z-14号于4月重返法国，驻扎在拉帕里斯。在那里，它主要负责护送返航的破交舰、军舰和补给舰，穿过比斯开湾前往法国的基地。其中包括4月22日的破交舰托尔号、5月下旬的补给舰诺尔兰号（Nordland）和舰队油轮厄姆兰号（Ermland）。重巡洋舰欧根亲王号在“莱茵演习行动”期间与战列舰俾斯麦号分离后也于6月初被护送至布雷斯特。7月27日，Z-14号从布雷斯特回国接受另一次改装，同一天在加来附近遭到英国鱼雷快艇的无效攻击。

### 1942年
完成改装后，Z-14号在1941年余下的时间里一直留在德国水域。1942年2月，它被派往布雷斯特，参与护送战列舰格奈森瑙号、沙恩霍斯特号以及重巡洋舰欧根亲王号突破英吉利海峡返回德国的行动（海峡冲刺）。航行期间，该舰曾两度与英国鱼雷快艇交战，并击落两架剑鱼式鱼雷轰炸机。不久之后，Z-14号与其它四艘驱逐舰一同护送欧根亲王号和装甲舰舍尔将军号前往挪威的特隆赫姆。恶劣天气迫使它和另外两艘驱逐舰在抵达特隆赫姆之前返航，欧根亲王号则在分离后于2月23日遭英国潜艇三叉戟号发射的鱼雷击中并严重受损。
3月6日，作为“体育宫行动”的一部分，战列舰提尔皮茨号计划在Z-14号和其它三艘驱逐舰的护航下，攻击从俄罗斯返航的盟军QP-8号和去程的PQ-12号护航船队。当天夜晚，由于天气恶化，Z-14号的舰桥和前部炮架因巨浪而受到一些损坏。翌日清晨，行动指挥官、海军中将奥托·齐里亚克斯命令驱逐舰独立搜索盟军船舶，它们偶然发现了从QP-8号掉队、容积总吨为2,815吨的苏联货船伊约拉号（Ijora），并于当天下午晚些时候将其击沉。提尔皮茨号随后与它们会合，齐里亚克斯指示Z-14号前往哈尔斯塔加油。该舰于翌日上午重新加入战列舰，并击落了从胜利号航空母舰上起飞的五架青花鱼式鱼雷轰炸机中的一架——这些轰炸机于10:20袭击了德国舰艇，但没有成功。两小时后，两艘舰均返抵港口。
到5月，Z-14号成为时任第5驱逐区舰队司令、海军上校弗里茨·贝格尔的旗舰，在“跳马行动”中，它被指派为提尔皮茨号提供护航，以袭击前往苏联的PQ-17号北极护航船队。7月2日，这些舰只从特隆赫姆出发展开第一阶段行动，但有三艘被派往护航提尔皮茨号的驱逐舰都在黑暗和浓雾中搁浅，被迫返回港口进行维修。提尔皮茨号、重巡洋舰希佩尔将军号和Z-14号于7月4日抵达阿尔塔峡湾，但它们在5日出击后不久便被召回，未及与任何盟军舰艇交战。7月12日，Z-14号负责护送其中一艘搁浅的驱逐舰Z-20号返回德国。

### 1943—1945年
Z-14号在抵达后进行了改装，并在这年余下的时间里一直留在波罗的海。1943年1月9日，它与另外两艘驱逐舰一同护送沙恩霍斯特号和欧根亲王号试图从戈滕哈芬返回挪威。两天后，英国皇家空军的一架飞机在途中发现了这两艘舰，由于失去了出其不意的条件，德国人放弃了这次尝试。下一次尝试在3月执行，但只是与沙恩霍斯特号一起，Z-14号于3月7日在挪威的克里斯蒂安桑加入了它的护航队。尽管战列舰到达了特隆赫姆，但恶劣的天气却迫使这艘驱逐舰驶入卑尔根。Z-14号于4月底被转移到挪威的纳尔维克，但燃料短缺严重限制了它在北极的活动。11月，该舰受命回国接受整修，这次漫长的改装一直持续到1944年6月。随后，Z-14号于这年余下的时间里移驻挪威南部的霍滕，主要在斯卡格拉克海峡执行护航和布雷任务。它曾于11月在斯维讷明德进行短暂的改装，增强了防空武器，然后返回霍滕，并在那里驻扎至1945年5月。5月5日，该舰从丹麦驶往黑拉，在那里接载难民，第二天再把难民送到哥本哈根。它随即调头返回黑拉，并于8日将另一批货物送抵德国的格吕克斯堡。翌日，Z-14号在弗伦斯堡投降。

### 战后
Z-14号于1945年夏天被转移到英国控制下的威廉港，以等待战胜的盟军对幸存德国军舰进行处置。尽管有人对此争论不休，但舰上有一小群维修人员还是对这些舰只进行了大修，以保持它们的价值。1945年底，盟军三方委员会将Z-14号分配予苏联。此时，该舰的锅炉出现了一些问题，英国人提议用Z-6“特奥多尔·里德尔”号来进行置换，以避免苏联当局被迫等待其修复。后者拒绝了这一提议，于是Z-14号的修理速度比预计的要快，并为移交航行装载了额外的备用锅炉部件。1946年2月，它被带到利鲍，以“敏捷”号之名投入苏联海军服役，继而被编入波罗的海舰队，直至1952年3月22日正式从海军名录中除籍并拆解报废。